# Khaled Khamis
Khaled Khamis (Arabic:خالد خميس) (sinh ngày 14 tháng 9 năm 1994) là một cầu thủ bóng đá người Các Tiểu vương quốc Ả Rập Thống nhất. Hiện tại anh thi đấu cho Emirates Club.